# Johan de Ávila
Johan Alejandro de Ávila Negrete (ur. 19 sierpnia 1985 w Barranquilli) – kolumbijski piłkarz występujący na pozycji napastnika.

## Kariera klubowa
De Ávila pochodzi z miasta Barranquilla i rozpoczynał karierę w tamtejszym drugoligowym klubie Barranquilla FC, gdzie rywalizował o miejsce w składzie m.in. z Carlosem Baccą. Stamtąd przeniósł się do Panamy, zostając zawodnikiem Atlético Veragüense. Premierowego gola w Liga Panameña de Fútbol strzelił 14 sierpnia 2009 w zremisowanym 2:2 meczu z Chorrillo. Szybko został najlepszym strzelcem Veragüense, a jego dobre występy zaowocowały ofertami z silniejszych klubów.
W styczniu 2010 De Ávila przeszedł do czołowego panamskiego zespołu San Francisco FC. Tam już w pierwszym, wiosennym sezonie Clausura 2010 wywalczył tytuł wicemistrza kraju, a sam został królem strzelców ligi panamskiej z 10 golami na koncie. W jesiennym sezonie Apertura 2010 ponownie zdobył wicemistrzostwo Panamy, natomiast w rozgrywkach Clausura 2011 jako kluczowy zawodnik wywalczył z San Francisco tytuł mistrzowski. W sierpniu 2011 zerwał więzadła krzyżowe, wobec czego był zmuszony pauzować przez kolejne kilka miesięcy. Po powrocie do zdrowia nie odzyskał dawnej skuteczności – w sezonie Clausura 2013 po raz trzeci zdobył z San Francisco tytuł wicemistrza Panamy, lecz bezpośrednio po tym odszedł z klubu.